# Блато
Вижте пояснителната страница за други значения на Блато.
Блато (или мочурище, мочур, батак) е участък от земната повърхност, характеризиращ се с излишно овлажняване, в който се натрупват неразложени органични вещества, превръщайки се впоследствие в торф. В по-тесен смисъл блатото се отъждествява с торфище и се определя като участък от земната повърхност с излишно овлажняване, покрито със слой торф с дебелина не по-малко от 0,3 m (в неосушен вид). Участъците, в които няма торф или са покрити с такъв, но с дебелина под 0,3 m, се наричат заблатени земи. Повечето от блатата имат голямо стопанско значение. Добитият след изсушаването торф се използва за торене, топливо и за постилка на домашни животни. От него се изработват редица ценни химически продукти (амоняк, катран и др.), а плоскости от неразложен торф се използват в строителството. Блатата са съсредоточени основно в Северното полукълбо, предимно в горската зона. Общата им площ е около 3,5 млн. km², като най-разпространени са в Европа, в Полесието и в Западен Сибир.

## Образуване
Блатата се образуват в резултат на заблатяване на почвата или обрастване на водоемите с растителност. В умерения климат заблатяването се извършва при високо разположени грунтови (подземни) води. Натрупването на влага способства развитието на растителна покривка (особено мъх – кукувичи лен и др.) и още повече – мъртва, влагоемка растителна плъст. В почвата се създават анаеробни условия и започва заблатяването. Заблатяването на водоемите преминава по различни начини:
- Обрастване: На дъното на водоема отначало се отлага глина или пясък и върху тях се наслагват остатъци от мъртви микроскопични водни (планктон) и дънни (бентос) животни и растения. Тези остатъци образуват сапропел. Водоемът изплитнява, в него се развиват растения, отначало подводни (твърдолистен ръждавец, цератофилум и др.), след това водни лилии с плаващи листа или растения, стъблата на които са над водата (камъш, тръстика). В дънните наслаги започват да преобладават остатъци от растения (сапропелов торф). От предишното езеро остава все по-малко открита вода и водоемът се превръща в блато.
- Нарастване: Повърхността на водоема се затлачва от плаващ растителен килим, образува се тревиста покривка, съставена от острица, горивче или мъх. Този „килим“ постепенно нараства от бреговете към вътрешността на водоема и накрая покрива целия водоем.
- Механично нарастване : В езерата с торфени брегове рохкавият торф се размива и се наслагва на дъното. Водоемът постепенно изплитнява и обраства с растителност.[1]

## Класификация
В зависимост от растителността и режима на подхранване на растенията се различават три вида блата: низинни, преходни и планински.

### Низинни блата
За низинните блата са характерни евтрофни растения, изискващи повече минерални елементи. Те са разположени в ниски места, предимно по долините на реките. Средната част на блатото лежи на същото ниво, на което е разположен брега или малко по-ниско, а понякога повърхността му е наклонена. Низинните блата са с надземно или подземно (грунтово) подхранване.
- Блата с надземно подхранване. Те се образуват по долините на реките, по бреговете на езерата и са богати на минерални соли. В тях торфът е смесен с пясък или тиня, пренасяни от речна, снежна или дъждовна вода. В умерения климат тези блата са горски (елша, бреза, понякога и иглолистни) или тревисти – с острица, тръстика, папур. Обширните тревисти блата в делтите на Дунав, Днепър, Дон, Волга, Кубан и др. се наричат тръстикови. В блатата с надземно подхранване цветните растения дават голяма растителна маса, а мъховете са слабо развити.
- Блата с подземно подхранване. Те се образуват по склоновете на речните тераси, в места с изворна вода. За тях е характерен мощен „килим“ от мъхове и слабо развитие на тревиста растителност. Фауната на низинните блата е много разнообразна: водни плъхове, полевки, често видри, особено много птици (дъждосвирец, блатна зеленоножка, яребица и др.). По време на размножителния период прелитат многочислени гъски и патки. В някои от низинните блата обитават диви свине, камъшова котка, фламинго, пеликани.[1]

### Преходни блата
За преходните блата са характерни мезотрофни растения, изискващи умерено количество минерални вещества. Обичайната растителност е представена от бреза, бор, осика и непрекъснат „килим“ от мъх.

### Планински блата
За планинските блата са характерни олиготрофни растения, които се нуждаят от много малки количества минерални вещества. Водата в тези езера е рязко кисела, има цвят на чай и е богата на хумусни киселини. Торфът в тях е слабо солен (1,5 – 4% сол). Планинските блата са разположени предимно по вододелите. Тяхната повърхност в средата е издута, тъй като торфът в центъра на блатото се натрупва много по-интензивно, отколкото по перифериията. Флората е бедна. Дърветата са представени предимно от бор, храстите – от пиренови: пирен, хамедафне, клюква, а тревите – от влагалищна пушица, шейхцерия, острица. Върху дебелия до 5 m слой от торф се образува непрекъснат „килим“ от мъх. Нарастването на мъха за една година се определя от растението росянка. Тя ежегодно образува на повърхността на мъха розетка от листа, които след това се погребват в мъха и остават в торфа. Разстоянието между розетките съответства на годишния прираст на мъховия килим. Средният прираст на торф е около 1 m за 1000 години. Най-древните торфища са се образували преди около 1 млн. години.

### Мангрови блата
По закътаните ниски морски брегове, в отдалечените заливни тераси и речните устия приливите и отливите отлагат тиня и други наноси. Те са почти постоянно наводнени и обраснали с различни видове растения райони, в зависимост от солеността на водата и тинестата почва. В тропичните области високите корени на мангровите дървета образуват плътни блатни гори, опасващи като жив плет брега по протежение на хиляди километри. Те се наричат мангрови блата, най-големите в света се намират в Южна Азия. В тях има риби стрелци, изхвърлящи струи вода във въздуха, за да съборят насекоми от листата, има скачащи риби, раци, жаби и маймуни, както и някои от най-отровните в света водни змии.

## Блатни сияния
При изгаряне на блатните газове над блатата се получават светлини и по тази причина хората в миналото са ги смятали за свърталища на духове. От там произлиза и славянският мит за блатника.